# Henricia eschrichtii
Henricia eschrichtii is een zeester uit de familie Echinasteridae.
De wetenschappelijke naam van de soort werd in 1842 gepubliceerd door Johannes Peter Müller & Franz Hermann Troschel. De typelocatie is "Groenland". De soort is vernoemd naar professor Daniel Frederik Eschricht.